# Dózsa Miksáné
Dózsa Miksáné Friedmann Erzsébet (Zilahi Erzsébet néven is, Krasznahídvég, 1880. január 23.– Kolozsvár, 1954. augusztus 14.) Ady Endre diákkori szerelme,  „első ideálja”, Zsóka néven múzsája.

## Élete
A család Zilahon lakott. Zsóka apja, Friedmann Sámuel gazdag és tekintélyes ember volt, anyja zongorázott, a zilahi nőegylet elnöke volt, és írt a pesti lapokba. Bátyja, dr. Zilahi Tibor jogot végzett, és osztálytársa volt Adynak a zilahi református kollégiumban, együtt jártak szórakozni. Ady így ismerkedett meg Zsókával. Zsóka anyja jobbnak látta, ha a fiúk nem a kocsmában szórakoznak, ezért gyakran meghívta magukhoz őket, lányokkal együtt. Sokszor reggelig zongorázott nekik. Ady bevallása szerint Zsóka volt az első igazi szerelme, az első ideálja. Zsóka, későbbi vallomása szerint, nem sokat adott Ady udvarlására, túl komornak tartotta őt, jobban szerette mások verseit. Ady Endre mintegy húsz verset írt Zsókához.
Zsóka 1900-ban feleségül ment a nálánál 19 évvel idősebb Dózsa Miksa (1861–1925) vasúti főmérnökhöz. Kolozsváron laktak előbb a Szentegyház utca 4. szám alatt, majd később a Gyulai Pál utcában (18. szám).

Zsóka házassága után is tartott a baráti kapcsolatot Adyval. Egyszer Zsóka megkérte Adyt, hogy segítsen a bátyjának állást találni  Budapesten.
1909-ben, amikor Ady egy hónapot töltött Kolozsváron szanatóriumban, Zsóka és a férje meglátogatta őt, majd Ady is ellátogatott hozzájuk a Szentegyház utcába. Zsóka és a férje egy arany töltőtollat ajándékozott Adynak. Később, amikor az első világháború kitörése után kénytelen volt időnként Csucsáról beutazni Kolozsvárra katonai vizsgálatra, soha nem mulasztotta el a látogatást Dózsáéknál.
Dózsa Miksáné közéleti szerepet is vállalt, különféle jótékonysági rendezvényeken vett részt, néha szervezte is azokat. Például elnöke volt a Benedek Elek Napközi Otthonnak,  amelyet  a  református  nőszövetség tartott fenn, hatósági támogatással, és ahol báró  Bornemissza Elemérné Szilvássy Karola vállalta a felújítás és a berendezés költségeit.
Huszonkilenc év özvegység után 1954-ben hunyt el. A Házsongárdi temetőben van eltemetve a jobb oldali főút mentén a lutheránus temető elején, a III/82-es parcellában (Kós Károly sírja után az első jobb oldali betérőnél).

## Zsóka búcsúzója
A Zsókához írt versek közül kiemelkedik a Zsóka búcsúzója című, amelyet Ady akkor írt, amikor Debrecenben olvasta Zsóka eljegyzésének hírét, és pár nappal az eljegyzés után meg is jelent a vers.
Zsóka búcsúzója

Akihez szólott a legelső nóta:

Zsóka menyasszony, férjhez megy a Zsóka...

Még kurta szoknyás lány volt egy pár éve

És nemsokára a más felesége...

Így van megírva pár rövidke sorba',

Mintha ez olyan természetes volna.

Az a reporter mit tudta, hogy ebbe'

Egy kész regény van végleg eltemetve,

Bevégzett regény, be nem végzett álom:

Zsóka volt az én első ideálom...

 

Megejt varázzsal édes, ifju emlék,

Mintha most ismét az a régi lennék,

Mintha még mindig könnyű vón' a nóta,

Mintha még mindig hű lenne a Zsóka,

Mintha még mindig tudnék szőni álmot...

...Pedig meghaltak mind az ideálok...

Ahogy elhangzott az az első nóta,

Édes kis Zsókám, haldoklom azóta,

Reményem, álmom mind, mind semmivé lett,

Meghalt. Magával. Maga volt az Élet...

 

Maga férjhez megy, édes kicsi Zsóka,

Mást fog ölelni, másé lesz a csókja...

Óh, legyen boldog majd avval a mással,

Ölelje Magát olyan forró vággyal,

Ahogy én egykor átölelni vágytam

Szerelem-éhes, boldog, ifju vágyban...

Haljon el most már minden emlék, nóta,

Feledjünk mindent: menyasszony a Zsóka...

## Képek

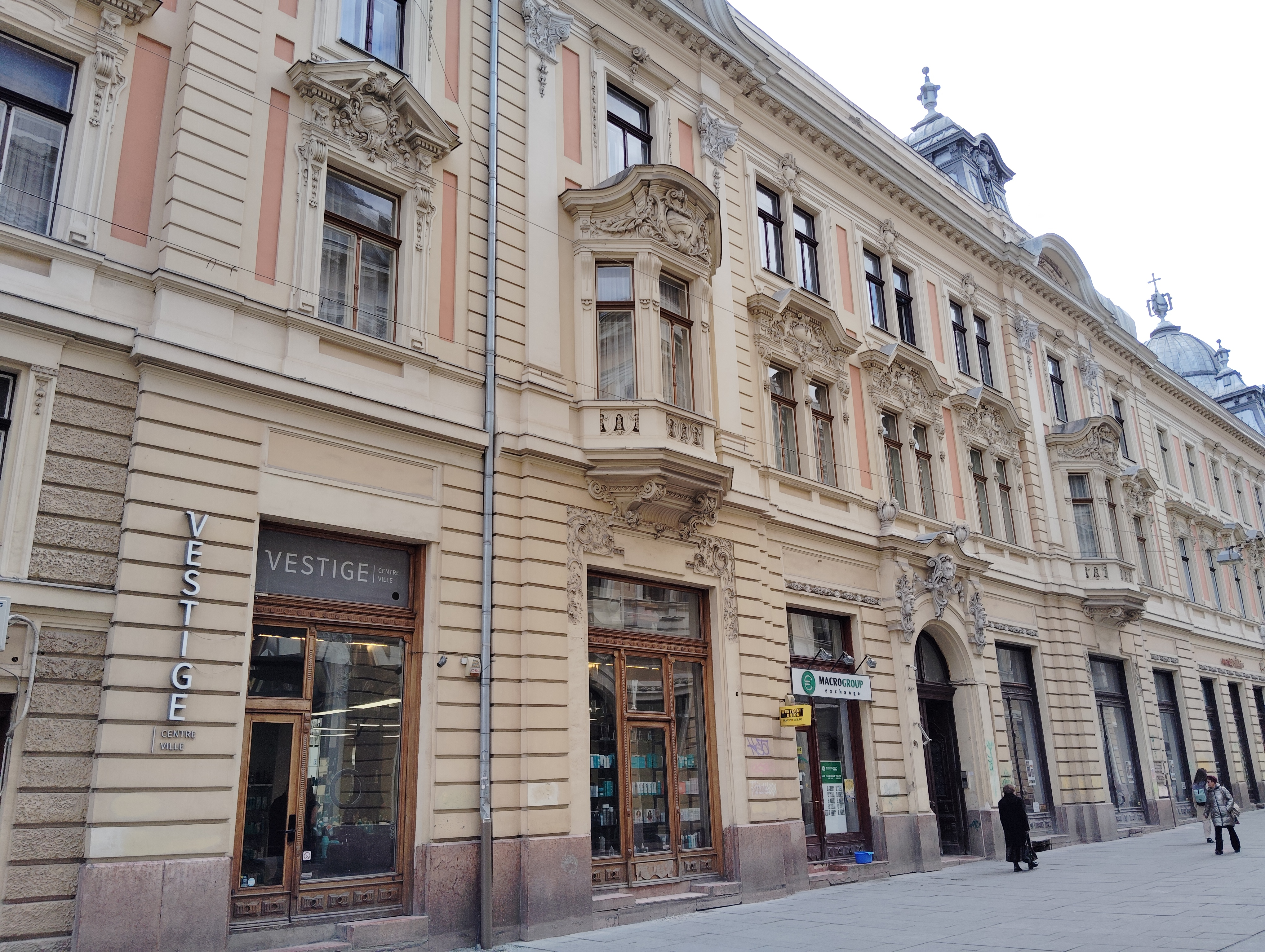
Szentegyház utca 4. sz.
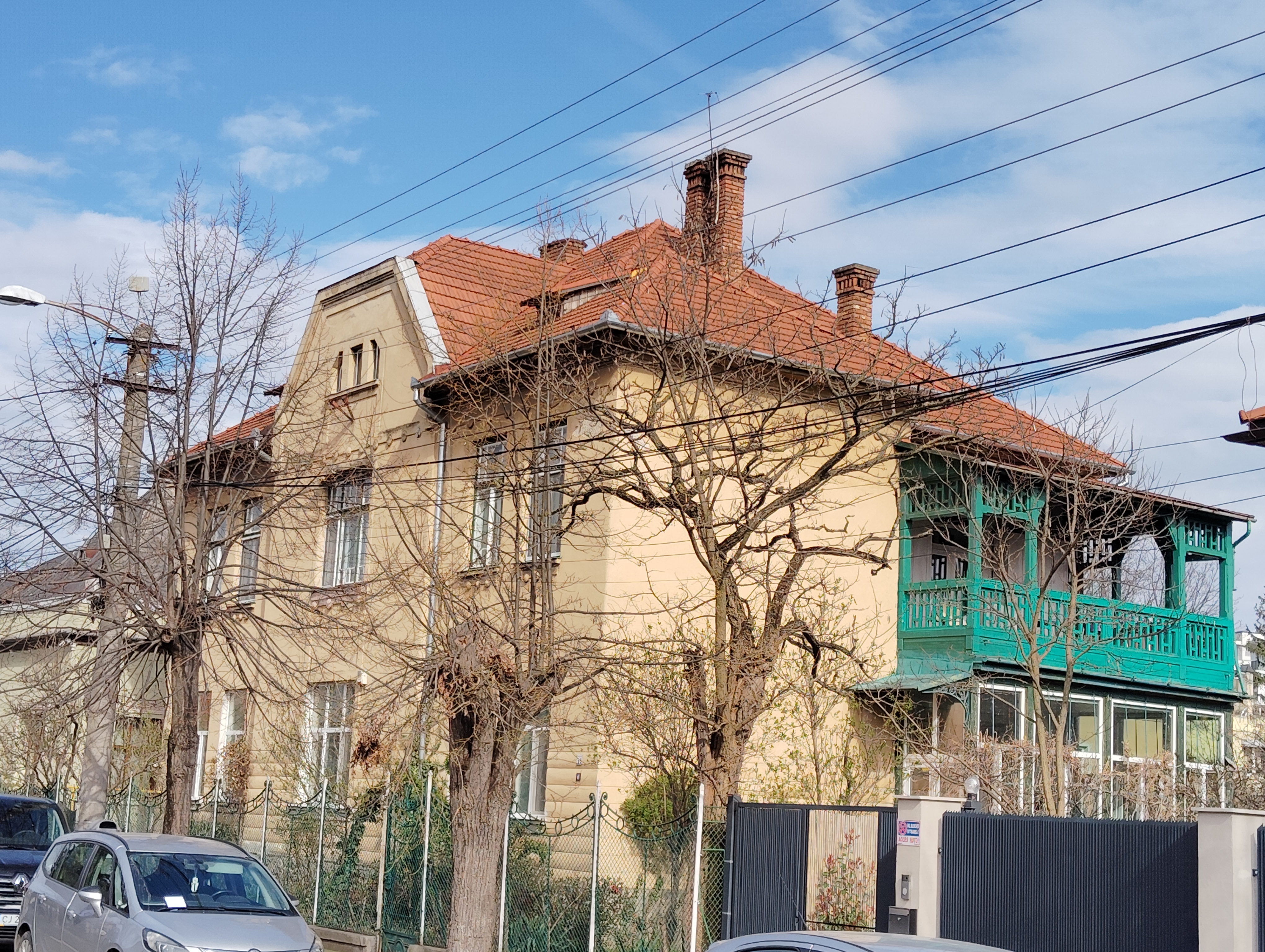
Gyulai Pál utca 18. sz.
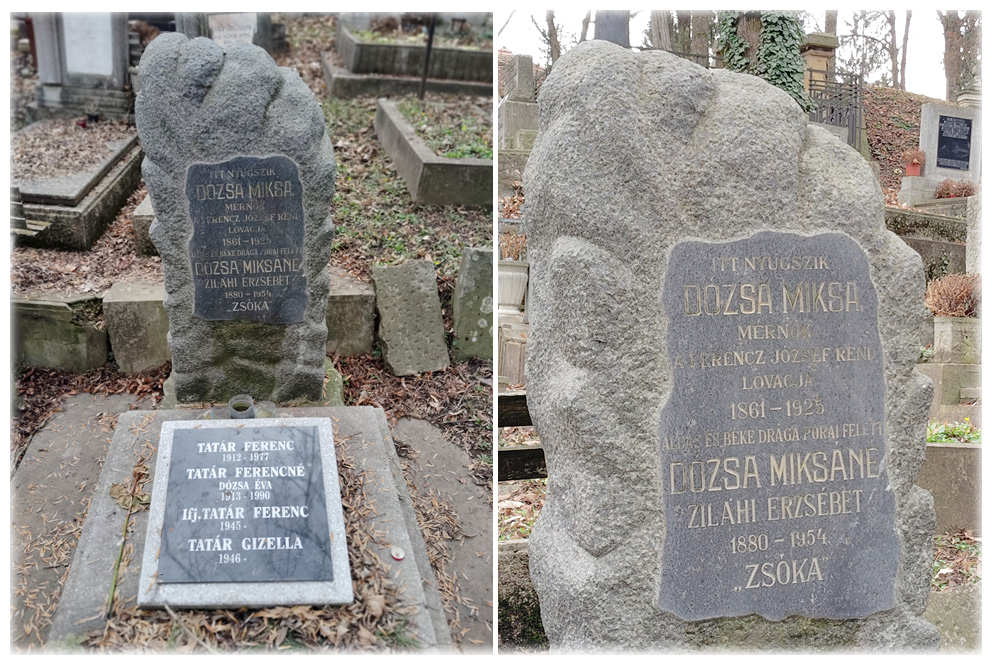
Sírja a Házsongárdi temetőben